# Miralmuminim
Miralmuminim ou miramolim (em árabe: أمير المؤمنين; romaniz.: Amīr al-Mu'minīn) é um título muçulmano que se pode traduzir como Emir dos Crentes, Príncipe dos Fiéis ou Comandante dos Fiéis. Era o nome do portador de tal título que os imãs, nas mesquitas, invocavam na oração de sexta-feira, o dia sagrado do Islão.
O título é usado, no Islão Xiita, para se referir ao primeiro imã (ou seja, o quarto califa, Ali). Já os Sunitas utilizam-no para se referir aos quatro primeiros sucessores do profeta Maomé (os quatro Califas bem guiados). Foi historicamente usado por outras dinastias califais, designadamente os Omíadas (enquanto califas sediados em Damasco entre 660 e 750 e, mais tarde, no Alandalus, a partir de 929 e até 1031), os Abássidas, que lhes sucederam no califado em Bagdá (750-1258), ou ainda o Califado Almóada de Marrocos (de resto, nas antigas crónicas em língua portuguesa, alude-se muitas vezes ao Miramolim de Marrocos, que mais não é que a transliteração da época do título califal usado pelos senhores de Marraquexe).
A dinastia almorávida, que também reinou sobre o Alandalus, utilizou uma designação semelhante, a partir de 1097, na pessoa de Iúçufe ibne Taxufine, mas não ousou acrescentar o título califal – Iúçufe intitulou-se apenas amir miramolim (Príncipe dos Muçulmanos). Ainda hoje o título de miralmuminim é usado pelas casas reais muçulmanas que reclamam origem no clã do Profeta (os coraixitas), o que lhes confere um prestígio acrescido: tal é o caso dos reis sauditas e marroquinos. Nos tempos modernos, o título foi também usado pelo líder talibã do Afeganistão, o mulá Mohammed Omar (1996-2001).